# А-32
А-32 або Т-32— радянський середній гусеничний танк. Єдиний дослідний зразок показали у вересні 1939 року разом з А-20 на полігоні в Кубинці керівництву НКО і членам уряду. Був прийнятий радянським командуванням для подальших доробок і в підсумку став знаменитим Т-34.

## Історія створення
У вересні 1938 року за підсумками розгляду макета танка БТ-20 було ухвалено рішення про виготовлення трьох танків (одного колісно-гусеничного і двох гусеничних) та одного бронекорпуса для випробувань обстрілом. До початку 1939 р. КБ-24 виконало робочі креслення по А-20 та почало проєктування А-20Г. «Г» — гусеничний, згодом одержав позначення А-32.
Після введення буквених індексів для машинобудівних виробництв урядом СРСР в 1930-х рр.., у найменуванні виробів вироблених на цих виробництвах стали використовувати ці індекси. «А» — індекс присвоєний Харківському паровозобудівному заводу. «А-32» — виріб розроблений ХПЗ.
У лютому 1939 року, на черговому засіданні Комітету Оборони було ухвалено рішення про виготовлення дослідних зразків обох танків та виділення на це коштів. При цьому за однією з версій військові, які бажали отримати «кавалерійський» танк, наполягали на споруді лише колісно-гусеничного А-20, і лише наполегливість керівника КБ-24 М. І. Кошкіна переконала комісію в необхідності та можливості побудови обох танків. За іншою версією, вимога про будівництво лише А-20 ґрунтувалося на тому, що в жорсткі терміни, конструктори можуть не впоратися з будівництвом двох машин, а кошти і час будуть витрачені марно.
Проте, в травні 1939 року обидва танки були виготовлені та почалися їх ходові випробування. За результатами випробувань А-20 показав трохи кращу рухливість при русі на колесах, але поступився А-32 в прохідності, крім того, можливості ходової частини А-20 не дозволяли посилити бронезахист та озброєння, тоді як на А-32 до початку спільних випробувань, встановили 76-мм гармату Л-10, а товщина броні була більше на 5 — 10 мм і було можливо її подальше збільшення.
Наприкінці вересня 1939 після показу А-20 і А-32 (водій-випробувач М. Ф. Носик) на полігоні в Кубинці керівництву НКО і членам уряду було ухвалено рішення про збільшення товщини броні А-32 до 45 мм, після чого почалися ходові випробування танка А-32, довантажений баластом (при цьому на танку була встановлена башта від А-20 з 45-мм гарматою). «Броня товста, як шматок українського сала», — жартували конструктори на ХПЗ. 19 грудня на засіданні Комітету оборони, за результатами випробувань А-32, було ухвалено постанову № 443, яка наказувала:

КОМІТЕТ ОБОРОНИ при РНК Союзу РСР

ПОСТАНОВЛЯЄ:
Прийняти на озброєння РСЧА:
…
Танк Т-32 — гусеничний, з дизель-мотором В-2, виготовлений заводом № 183 Наркомсреднемашпрома, зі наступними змінами:
а) збільшити товщину основних бронелистів до 45 мм;
б) поліпшити оглядовість з танка;
в) встановити на танк Т-32 наступне озброєння:
1) гармату Ф-32 калібру 76 мм, спарену з кулеметом калібру 7,62 мм;
2) окремий кулемет в радиста — калібру 7,62 мм;
3) окремий кулемет калібру 7,62 мм;
4) зенітний кулемет калібру 7,62 мм.
Присвоїти вказаному танку назву Т-34.

До березня 1940 року завод мав збудувати два танки та закінчити їх заводські випробування. 